# Stadhouder

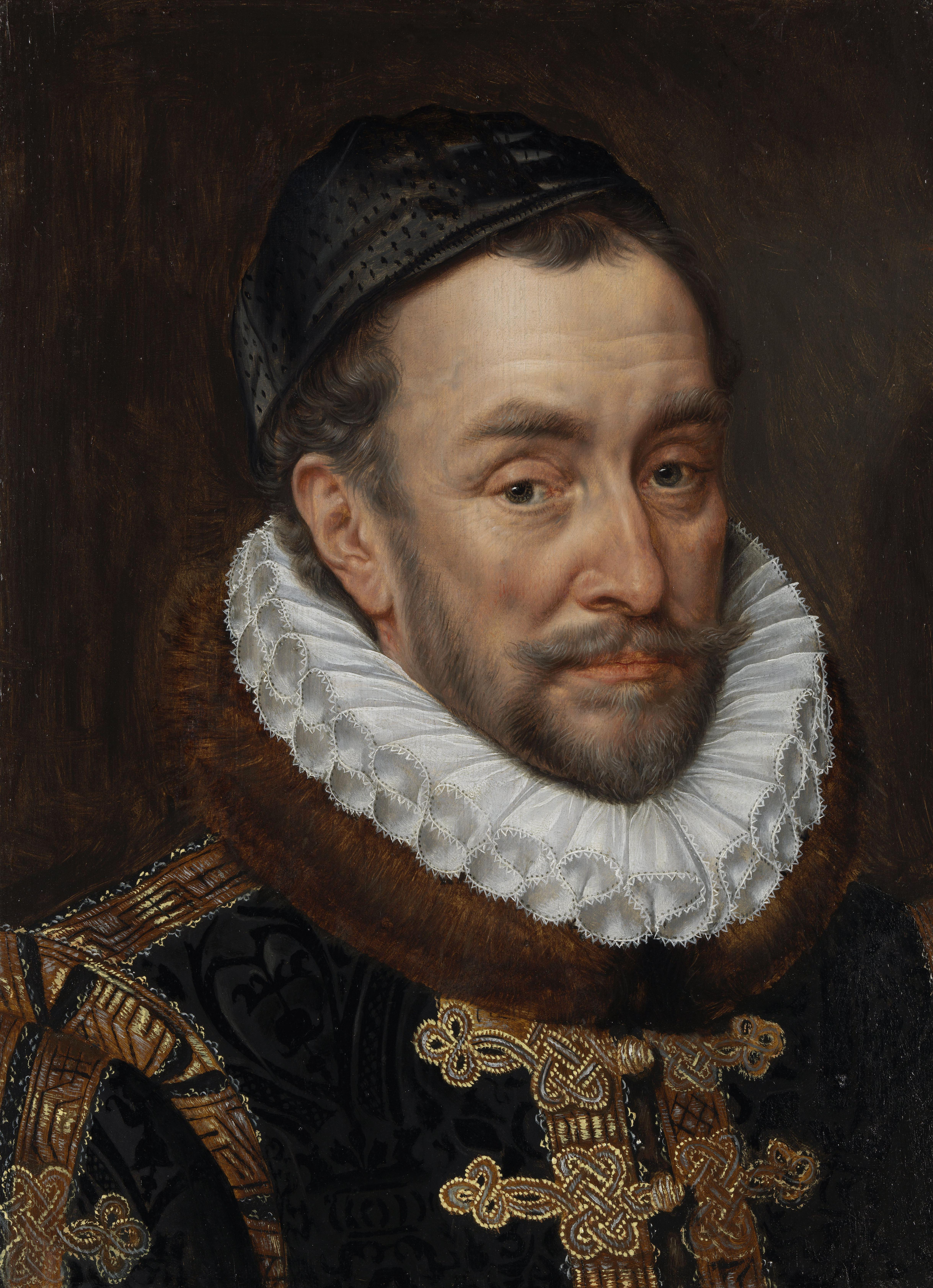
Retrat de Guillem I d'Orange.

L'stadhouder (en neerlandès, 'lloctinent') fou un càrrec polític de les antigues províncies del nord dels Països Baixos, que comportava funcions executives.
En unificar-se aquestes províncies per la Unió d'Utrecht, es va crear un càrrec suprem: el de stadhouder i el de Capità General de les Províncies Unides dels Països Baixos, controlats directament pels Estats Generals. Les seves funcions eren dirigir la política i les activitats militars de les províncies neerlandeses. En 1747, després d'una revolta, el càrrec es convertí en hereditari. Tenien la seva residència al castell del Binnenhof a La Haia.
Van exercir el càrrec de stadhouder els següents personatges: 
- Guillem I d'Orange anomenat el Taciturn (1559 - 1584)
- Maurici de Nassau (1584 - 1625)
- Frederic Enric d'Orange-Nassau (1625 - 1647)
- Guillem II d'Orange-Nassau (1647 - 1650)
- Guillem III d'Orange-Nassau, també rei d'Anglaterra, Escòcia i Irlanda. (1672 - 1702)
- Guillem IV d'Orange-Nassau (1747 - 1751)
- Guillem V d'Orange-Nassau (1751 - 1795)
- Guillem VI d'Orange-Nassau (1813 - 1815)